# Musée des Beaux-Arts de Chambéry
Das Musee des Beaux-Arts de Chambéry ist ein öffentliches Museum, das sich in der Kommune Chambéry im Departement Savoie in der Region Auvergne-Rhône-Alpes befindet.

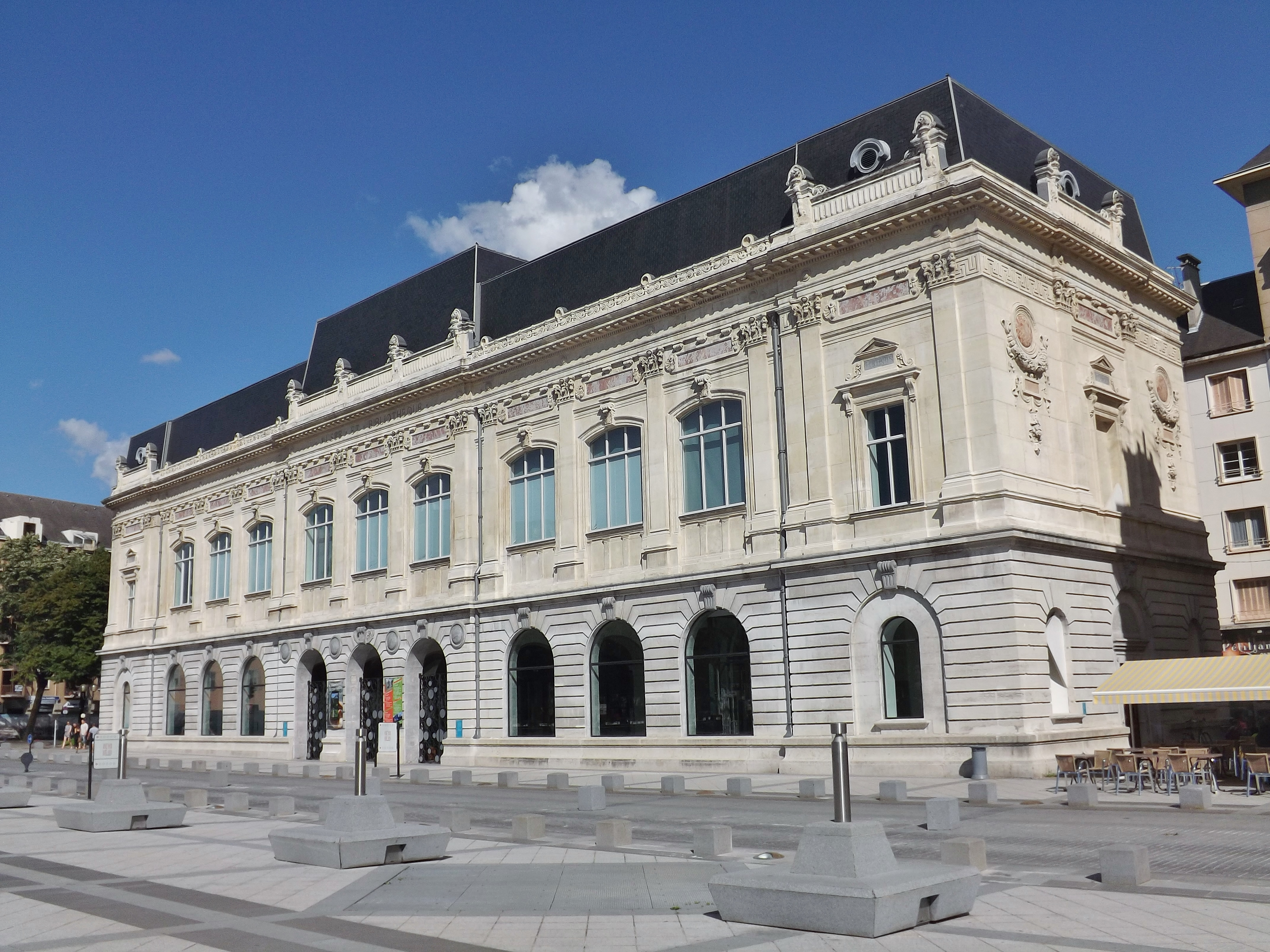
Front des Musée des Beaux-Arts vom Place du Palais de Justice.

## Geschichte
Das Musée des Beaux-Arts verdankte seine Sammlung einer Reihe von Erbschaften privater Sammler. Zuerst vermachte der Abbé de Mellarède testamentarisch seine gesamte persönliche Sammlung, die den ersten Teil der öffentlichen Sammlung ausmachte.
In der Folge kamen die Schenkungen und die Erbschaften des Barons Garriod hinzu. Er war ein savoyischer Sammler, der in Florenz sesshaft war und dem Museum 250 Werke schenkte. Darunter befanden sich die Gemälde Jungfrau mit Kind des manieristischen Malers Pier Francesco Foschi und Porträt eines jungen Mannes, das Domenico Veneziano zugeschrieben wurde. Der Maler und Akademiker Benoit Molin (1810–1894) leitete das Museum ab 1850.
Als Eigentum der Kommune ist es im Herzen der Stadt in dem alten Kornspeicher untergebracht. Der Bau wurde im Jahr 1889 von dem Architekten François Pelaz aufgestockt.
Nach mehr als drei Jahren des Umbaus öffnete das Museum im März 2012 erneut seine Türen.

## Sammlung

### Italienische Malerei
Das Musée des Beaux-Arts de Chambéry beherbergt eine große Sammlung italienischer Malerei mit Werken aus dem Trecento, dem Quattrocento, der Renaissance sowie manieristische und barocke Malereien. Außerdem sind die Florentiner, die Neapolitanische, die Seneser und die Bologneser Schule vertreten. Die italienische Abteilung erfuhr 1980 durch die Schenkung von Marius Daille einen erheblichen Zuwachs. Er vermachte dem Museum die Sammlung senesischer Primitiver des Schriftstellers Paul Bourget.

#### Trecento
- Retabel der Heiligen Dreifaltigkeit (1396) des Sieneser Bartolo di Fredi (ehemals Sammlung Paul Bourget)

#### Quattrocento
- Porträt eines jungen Mannes (1440–1450) von Domenico Veneziano

- Triptychon der Passion (1450) des Florentiner Domenico di Michelino

- Jungfrau mit Kind zwischen Johannes dem Täufer und dem Heiligen Antonius von Padua von Neroccio di Bartolomeo de Landi (ehemals Sammlung Paul Bourget)

- Jungfrau mit Kind von Bernardino Fungai (Siena 1460-Siena 1516)

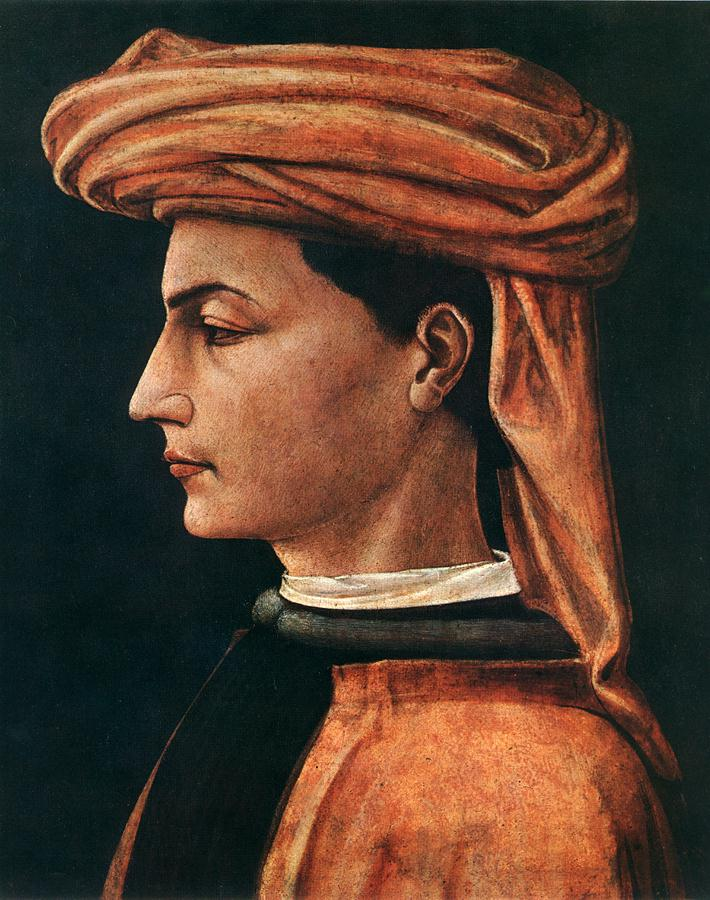
Domenico Veneziano, Porträt eines jungen Mannes (1440–1450).

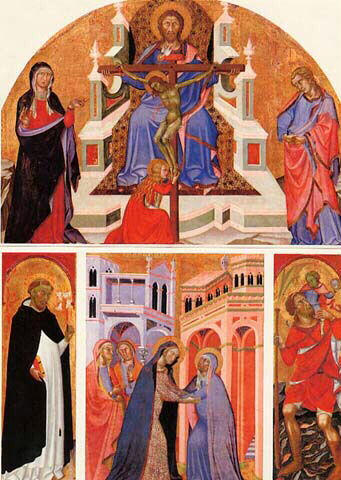
Bartolo di Fredi, Retabel der Dreifaltigkeit (1397)

#### Manierismus
- Die Jungfrau erscheint einem Kartäuser oder Heiliger Bernhard präsentiert durch den Heiligen Michael von Innocenzo da Imola (10500004268 Eintrag Nr.  10500004268 in der Base Joconde des französischen Kulturministeriums (französisch))
- Porträt eines Sammlers (1534) des Venezianers Paolo Pino
- Kreuzabnahme des Florentiner Stefano Pieri (1542–1629)
- Porträt eines alten Mannes mit seinem Hund und zwei Porträts von Männern in Rüstung des Bologneser Bartolomeo Passerotti
- Ankündigung der Hirten, Anbetung der Hirten, Heiliger Hieronymus in der Wüste des Venezianers Jacopo Bassano
- Der Denar des Kaisers des Genueser Bernardo Strozzi
- Kreuzigung (1590) und verschiedene Porträts des Florentiner Santi di Tito
- Jungfrau mit Kind Werkstatt des Ferrareser Guercino

#### Barock

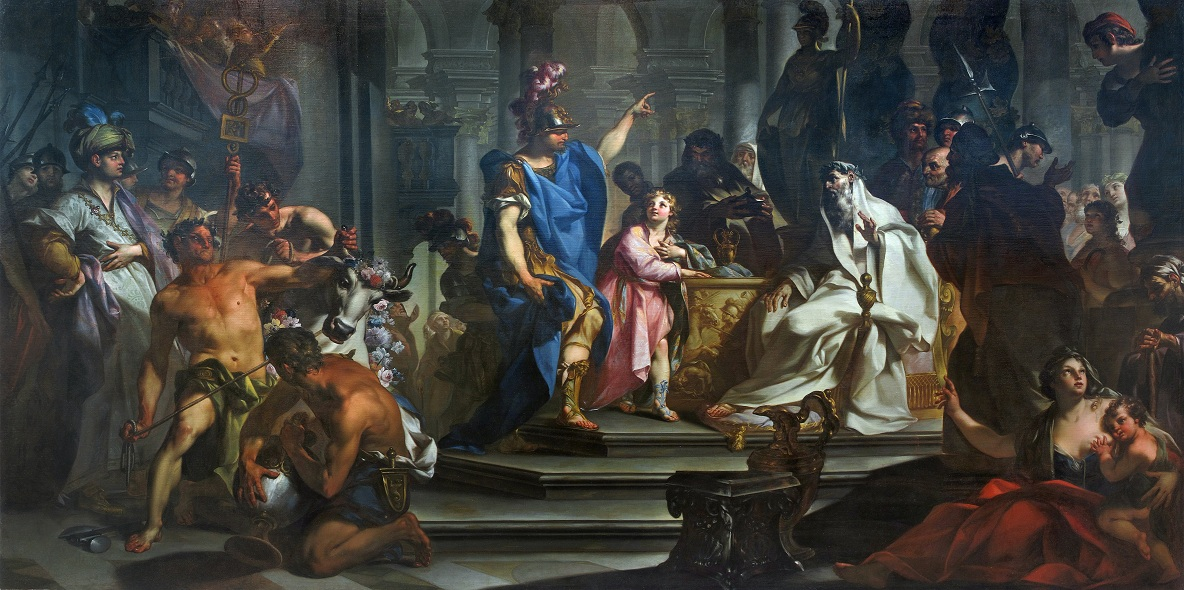
Claudio Francesco Beaumont, Hannibal schwört Hass auf die Römer, Öl auf Leinwand, 330 × 630 cm.

Die Maler der Neapolitanischen Schule:
- Dido auf dem Scheiterhaufen, Judith und Holofernes, Der Tod von Dido von Mattia Preti
- Kreuzabnahme von Francesco Solimena
- Der Astronom, Jahel und Sisara und der Tod des Kato von Luca Giordano

#### Porträts
- Mann in Rüstung von Bartolomeo Passerotti

- Frau im Alter von Santi di Tito, Porträt eines Mannes von Pietro Bianchi[1]

- Piero Soderini von Ridolfo del Ghirlandaio

- Vittoria Rinucinni von Anton Domenico Gabbiani

- Familienporträt von Bartolomeo Nazari

### Französische und savoyische Malerei
Das Museum bewahrt eine Malereisammlung von savoyischen Malereien von Xavier de Maistre bis neuere Maler wie Tonio Cariffa und Andrée Pollier.
Das Museum besitzt außerdem Werke von französischen Künstlern wie Jacquelin de Montluçon, Fragonard, Langlois, Jean-Baptiste Peytavin, Laurent Pécheux, Georges de la Tour, Jean Achard, Albert Charpin und Claudio Francesco Beaumont.

### Schule des Nordens
Das Museum stellt Werke der Schule des Nordens aus. Darunter befinden sich Malereien von 1520–1530, die von zerstückelten Flügelaltären stammen: Anbetung der Heiligen drei Könige, das dem Maler Jan van Dornicke zugeschrieben wird und die Geißelung Christi von Anton von Worms genannt Woensam.

## Bibliographie
- Monique Dacquin: Le Musée des Beaux-Arts, une construction laborieuse. Bulletin de la Société des Amis du Vieux Chambéry, no 50, Januar 2011, S. 73–85.